# 36 Cube

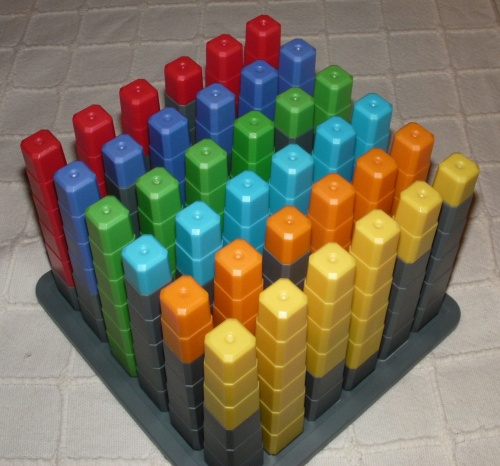
36 Cube im ungelösten Zustand

36 Cube (englisch für 36 Würfel) ist ein dreidimensionales Puzzle von der Firma Thinkfun Inc. das vom Mathematiker und Rätselerfinder Derrick Niederman erfunden wurde. Gestaltet und konstruiert wurde es von den deutschen Designern Holger Burckhardt und Wolfgang Baier. Es besteht aus einem Grundbrett mit Steckplätzen und unterschiedlich hohen Farbstäben. Das Puzzle wurde im Februar 2009 erstmals auf dem deutschen Markt präsentiert. Es wurde als Top-Ten-Spielzeug 2009 vom Bundesverband des Spielwaren-Einzelhandels e. V. ausgezeichnet.

## Beschreibung
Das Puzzle besteht aus einer quadratischen Grundplatte aus dunkelgrauem Kunststoff, die 36 Führungsstifte enthält. Die Führungsstifte sind jeweils in sechs Reihen und sechs Spalten angeordnet. Weiterhin sind Farbstäbe enthalten, die von den Führungsstiften der Grundplatte aufgenommen werden können. Die Farbstäbe sind durch sechs verschiedene Farbtöne (Rot, Gelb, Blau, Grün, Violett und Orange) gruppiert. Für jede Farbgruppe sind sechs Stäbe vorhanden, wodurch sich die Gesamtanzahl von 36 Farbstäben ergibt. Die Aufgabe besteht darin, das Puzzle derart zu lösen, dass jede Farbe sowohl in jeder Reihe als auch in jeder Spalte nur einmal vorkommt. Die Besonderheit liegt darin, dass sowohl die Führungsstifte der Grundplatte als auch die Farbstäbe innerhalb von sechs verschiedenen Stufen unterschiedlich hoch sind. Das Puzzle muss derart gelöst werden, dass die Oberfläche am Ende eine einheitliche Ebene bildet. Daher hat das Spiel Ähnlichkeiten mit dem Logikrätsel Sudoku, wobei die Schwierigkeit um ein dreidimensionales Spielfeld erweitert wird.

## Begriffe
- Farbstab: Der Farbstab besitzt eine der sechs Farben Rot, Gelb, Blau, Grün, Violett und Orange. Zusätzlich unterscheidet er sich durch sechs unterschiedliche Höhenstufen.
- Führungsstift: Ein Führungsstift ist auf der quadratischen Grundplatte angeordnet und nimmt jeweils einen Farbstab auf. Er bildet praktisch das Gegenstück zum Farbstab und kann eine von sechs unterschiedlichen Höhenstufen annehmen.
- Grundplatte: Die Grundplatte besitzt eine quadratische Form und beherbergt 36 Führungsstifte.

## Lösbarkeit
In der Spielanleitung wird darauf hingewiesen, dass es eine Lösung gebe, wenngleich diese sehr schwer zu finden sei. Von den Designern wurden 6 Lösungen vermutet. Auf den ersten Blick sieht es so aus, als wäre jede der sechs Höhen in allen Reihen und in allen Spalten jeweils einmal vertreten. Eine Lösung für eine solche Grundplatte würde einem Griechisch-lateinischen Quadrat der Größe 6x6 entsprechen. Schon Leonhard Euler vermutete bei seinem Problem der 36 Offiziere, dass für diese Größe keine Lösung existiert; dies wurde 1901 von Gaston Tarry bestätigt.
Das war aber gerade der Ausgangspunkt für den Erfinder Derrick Niederman. Um seinen Studenten das Problem der 36 Offiziere besser verständlich zu machen, kam ihm die Idee für den 36 Cube. Und dabei hatte er die „gemeine“ Idee über einen Puzzle-Trick doch eine Lösung zu ermöglichen:
Es gibt für den 36Cube mehr als nur eine Lösung. Entgegen den anderen Spielen von Thinkfun Inc. ist der 36Cube nicht als Denk- und Logik-Spiel, sondern als Puzzle bezeichnet worden. Die Voraussetzung, dass die Höhen in jeder Reihe und in jeder Spalte unterschiedlich sind, bewahrheitet sich bei genauerem Hinsehen nicht. Tatsächlich gibt es einen Führungsstift für Farbstäbe der Höhe 6, auf den auch ein bestimmter Farbstab der Höhe 5 passt. Im Gegenzug passt ein bestimmter Farbstab der Höhe 6 auf einen Führungsstift für die Höhe 5. Unter Berücksichtigung dieses Tricks ist es möglich, das Puzzle zu lösen.